# Le manteau bleu
Le Manteau bleu (El mantó blau) és una pintura sobre cartolina que Xavier Gosé elaborà l'any 1912. És una de les obres més destacades de l'artista lleidatà.
Aquesta obra s'emmarca a l'època que Gosé ja estava instal·lat a París, tot desenvolupant una brillant carrera com a dibuixant i il·lustrador de les millors revistes modernistes de l'època, fet que li permetia dedicar-se també a la pintura i l'aquarel·la a tall individual. Després d'una etapa dedicat a l'espanyolada i a les representacions crítiques dels ambients i protagonistes del món de la prostitució, Gosé es dedicà a retratar el París més frívol i elegant, on la protagonista és la dona, en un context de luxe a cavall entre la prostitució encoberta i el món refinat i esnob de l'alta societat, un tema que gràcies a la seva obra va arribar a esdevenir tot un estereotip del París de principis del segle xx.
En aquesta obra, Gosé se centra en els cossos de les dues figures femenines, en el seu posat i en els seus vestits, d'unes textures aquarel·lades molt treballades, més que no pas en els seus rostres, absolutament inexpressius i d'una bellesa convencional, estilitzada i sintètica, molt vinculada al món de la moda femenina del París de la Belle Époque. L'obra presenta moltes de les característiques pròpies de l'art de Gosé, amb una composició equilibrada entre zones plenes i buides i un refinament en el traç de les línies que li és molt propi. El refinat erotisme que planeja en aquesta escena incideix en la imatge popularitzada i, fins i tot, estereotipada d'un món pervers i decadent, no exempt dels prejudicis masculins de finals de segle.